# Flegmatyzacja
Flegmatyzacja – proces technologiczny stosowany przy wytwarzaniu mieszanin wybuchowych, polegający na dodaniu do materiału wybuchowego substancji obniżającej jego wrażliwość na bodźce mechaniczne, zwanej flegmatyzatorem. Oprócz zmniejszenia wrażliwości materiału wybuchowego proces ten stosuje się także po to aby móc bezpiecznie przewozić materiały wybuchowe lub celowo zmniejszyć liniową prędkość spalania materiału wybuchowego. Przykładem flegmatyzowanego materiału wybuchowego jest dynamit Nobla, który jest mieszaniną nitrogliceryny z ziemią okrzemkową.